# 出ましたっ!パワパフガールズZ
『出ましたっ!パワパフガールズZ』（でましたっ!パワパフガールズゼット）は、2006年から2007年までテレビ東京系列ほかで放送された日本のテレビアニメ作品。東映アニメーション創立50周年記念作品でもある。

## 概要
カートゥーン ネットワークの看板として名高いクレイグ・マクラッケンの『パワーパフガールズ』を原作とし、4クール全52話が放送された。
カートゥーン ネットワークは東映アニメーションに、「アジア版パワーパフガールズを作って欲しい、だから原作を気にせず自由にやってくれ」と要望した。これを受けた東映アニメーションのプロデューサーが出したコンセプトは『エロカッコイイ』であり、そのためプロモーション用ポスターと映像が、原作では二頭身でポップな絵柄であった作風とは、まったく違うものであった。2005年にパイロットフィルムが制作された。2006年7月からテレビ東京系列で本作がスタートした
本作のシリーズディレクターは、テレビアニメ『一休さん』で総作画監督を務めた動画工房のベテランアニメーター・石黒育が担当。このため、動画工房も各話協力の形で制作に携わった。キャラクターデザインには、『セーラームーン』の作画監督や『キューティーハニーF』のキャラクターデザインを担当したしもがさ美穂が起用された。他にも佐藤元など多数が参加している。なお、シリーズ構成を浦沢義雄が担当しており、全体的にシュールな世界観となっている。
シリーズ序盤の作風は比較的おだやかであるが、少しずつテンポアップしていき、シリーズ中盤から終盤にかけては本家のオマージュやパロディ、小ネタを多く取り入れるまでになった。特に後期オープニングアニメーションにはそれが最も表れた形になっている。また、ダンスを連想させる変身バンクは『おジャ魔女どれみシリーズ』に参加していた長峯達也や冨田与四一によるものになっている。
また、この作品のコミカライズ版が『りぼん』2006年8月号から2007年7月号まで連載された。作画担当は込由野しほ。世界観はテレビアニメ版に準じているが、ストーリーと一部キャラクターはオリジナルとなっている。
原作からは公認されているものの権利の都合上本放送以降は、カートゥーン・ネットワークでの再放送のみと日本国内での視聴は限定的である時期が長かった。令和の現在ではdアニメストアを始めとする各種オンデマンドサイトで配信を見る事が可能である。

## ストーリー
ある日、東京CITYにてユートニウム博士と助手で息子の北沢ケンが謎の物質ケミカルXの研究をしていたところ、デジタル犬のピーチが誤って大福をケミカルXの中に混入させてしまい、ケミカルZが完成する。ちょうどその時、東京CITY湾に巨大氷山ができるほど寒冷化するという謎の異常気象が発生する。そこでケンはケミカルZをレーザー光線にして研究所から氷山に向けて発射。氷山は無事に破壊されるが、同時にケミカルZは白い光と黒い光となって東京CITYに降り注いでしまう。赤堤ももこ、豪徳寺みやこ、松原かおるの3人の少女はケミカルZの白い光を偶然浴び、スーパーヒロインに変身する力を得たことで「パワパフガールズZ」が誕生した。3人は東京CITYの平和を守るため、日夜ケミカルZの黒い光が生み出したモンスターたちと戦う。

## 必殺技

### ハイパー・ブロッサム（Hyper Blossom）
赤堤ももこが変身後に使う技。特殊なヨーヨーを駆使した打撃技、拘束技を得意としている。甘いものに目が無い性格なためか、ほとんどの技に甘いものの名前がついている。
シューティング・ヨーヨー（Shooting Yo-Yo）
目標に向かって一直線にヨーヨーを放つ。連射も可能。曰く「シュートと名の付く全ての技の基本となっている」。
スピニング・ヨーヨー（Spinning Yo-Yo）
遠心力を利用してヨーヨーを相手にぶつける。曰く「スピンと名の付く全ての技の基本となっている」。
いちご大福スピン（Ichigo-Daifuku Spin）
左手を前へ突き出し、後ろ手に構えた右手を下から半円を描くように振り上げて勢い良くヨーヨーを放つ。
杏仁豆腐シュート（Annin-dofu Shoot）
ヨーヨーで絡め取ったモノを遠くへ放り投げる。
アイスクリーム・シュート（Ice Cream Shoot）
サイドスローで飛んできた物を弾く。予備動作は「スピニング・ヨーヨー」のもの。
フルーツ・シュート（Fruits Shoot）
空中からヨーヨーを相手にぶつけて、体勢を崩させる。
ライトなホワイトチョコ・シュート（Light White Choco Shoot）
ヨーヨーを左右に逸らして相手の注意を引き、三発目をぶつける。バリエーション技としてホワイトチョコ・シュート・ツー (White Choco Shoot Two) もある。
パンナコッタ・シュート（Panna cotta Shoot）
シューティング・ヨーヨーのバリエーション技。予備動作は「スピニング・ヨーヨー」のもの。
クリームあんみつ・ヨーヨー（Cream Anmitsu Yo-Yo）
左手を前へ突き出し、後ろ手に構えた右手を大きく振り抜いてヨーヨーを放つ。
アップルパイ・シュート（Apple Pie shoot）
手首のスナップによりヨーヨーにスライス回転をかけ、相手の頭部などの急所を狙い撃ちする。
マカロン・シュート（Macaroon Shoot）
相手の体に沿ってヨーヨーを滑らせ、体勢を崩させる。
ババロア・スピン（Bavaroise Spin）
体の側面から右手を鋭く後方へ振り出し、ヨーヨー本体を標的に直接ぶつける。
バームクーヘン・シュート（Baumkuchen Shoot）
ヨーヨーを一度前面に構えた後、後方から前方に向けて大きく振り出す。
白玉あんみつ・スピン（Shiratama-Anmitsu Spin）
回転のブレによって分身させたヨーヨーを広範囲にバラまく。
ナタデココ・シュート（Nata-de-Coco Shoot）
連射したヨーヨーの波動を相手にぶつける。
フレッシュ・ジュース・ザ・ループ（Fresh-Juice the Loop）
腕を大きく振り抜いて、相手に勢い良くヨーヨーを叩きつける。
シューティング・アップルパイ（Shooting Apple-pie）
ピッチャーのような構えから、体を半回転させた勢いをヨーヨーに乗せて高速で撃ち出す。
シューティング・ベリータルト（Shooting Berry Tart）
力を込めた剛球で、高硬度の物も撃ち砕く。
シューティング・みかんゼリー（Shooting Tangerine Jelly）
離れた位置にいる相手を正確に撃ちぬく。
スピニング・フルーツ大福（Spinning Fruit Rice Cake）
横回転した後、右手を左側から右側へ大きく振り抜き、ヨーヨーを目標に対して垂直に打ち下ろす。
ビッグ・パフェ・シュート（Big Puffet Shoot）
腕を左から右に振る勢いをヨーヨーに乗せて放つ。
みつ豆ケーキ・シュート（Sweet Bean Cake Shoot）
左手を前へ突き出し、後ろ手に構えた右手を大きく振り抜いてヨーヨーを相手の急所にぶつける。
犬のお散歩（Walk the Dog）
ヨーヨー技の犬の散歩から突然ヨーヨーを跳ね上げ、相手の急所にヒットさせる。単にだらけで放った技。
月見団子・スピン（Moongazing Rice Ball Spin）
高速回転させたヨーヨーで、横一線に相手を切り裂く。
月餅セブン・シュート（Mooncake Shoot）
相手の頭上に発射し、そのまま叩きつける。同時に七体までの相手を狙える。
ザッハトルテ・シュート（Sachertorte Shoot）
体ごと下から上へ半回転しながらヨーヨーを放つ。
モンブラン・シュート（Montblanc Shoot）
振りかぶってサイドスローでヨーヨーを放つ。
コーヒーゼリー・シュート（Coffee Jelly Shoot）
相手の後方からヨーヨーを、振りかぶってサイドスローで放つ。
宇治金時シュート（Uji-kintoki Shoot）
いちご大福スピンと同様の予備動作から放たれる、命中率と速射性に優れた技。
シューティング・ミルフィーユ（Shooting Millefeuille）
ミルフィーユのように、糸を何十にも相手に巻きつけて締め上げる。仲間と協力したり、硬い物などと共に締め付けると効果が上がる。
キャラメルシュート（Caramel Shoot）
空中回転の勢いで、加速させたヨーヨーを相手に向けて発射する。強化型のキャラメルシュート・特盛り (Caramel Shoot Extra Large) もある。
スピニングプリン（Spinning Pudding）
回転によって不規則な動きを与えたヨーヨーで、相手を連続して殴りつける。
たこ焼きスピン（Takoyaki Spin）
横回転した後、右手を左側から右側へ大きく振り抜き、相手の水平にヨーヨーを打ち出す。
揚げせんスピン（Fried Rice Cracker Spin）
アップルパイ・シュートと同様の予備動作から放たれる、スピニング・ヨーヨーのバリエーション技。
シューティング・カステラ（Shooting Castella）
相手の急所にヨーヨーをアンダースローで放つ。
シューティング・クリスマスケーキスペシャル（Shooting Xmas Cake Special）
波動を纏ったヨーヨーをロングスリーパーの体勢にし、錐揉み回転させながら放つ。
わらびもちスピン（Bracken Rice Cake Spin）
相手を巻き付け、ローリングさせた後投げ飛ばす。
スピニング・金粉ショコラ（Spinning Gold Flake Chocolat）
相手の足を巻き取り捕縛する。
モンブラン・スピン（Montblanc Spin）
体を捻じってサイドスローでヨーヨーを放つ。
スピニング・チョコファッジ（Spinning Choco-fudge）
横回転した後、右手を左側から右側へ大きく振り抜き、ヨーヨーを正面に打ち出す。
金時堂特製アンコ・シュート(Bean Paste Kintokido Special Shoot)
横回転した後、右手を左側から右側へ大きく振り抜き、ヨーヨーの反発力を利用して複数の目標を狙い打ちする。
みたらし団子シュート（Sweet Soy Sauce Rice Patty）
ヨーヨーを一度前面に構えた後、大きく振り抜いて波動を放つ。バリエーション技としてみたらし団子シュートツー (Sweet Soy Sauce Rice Patty 2) もある。
大納言シュート（Sweet Bean Paste Shoot）
オーバースローでヨーヨーを放つ。
シューティング・ババロア（Shooting Babaloa）
横回転した後、右手を左側から右側へ大きく振り抜き、ヨーヨーを相手の急所にぶつける。
明石焼き・スピン（Akashi-style Octopus Puff Spin）
横回転した後、右手を左側から右側へ大きく振り抜き、上にいる目標にヨーヨーを打ち出す。
シューティングいちごミルフィーユ（Shooting Strawberry Mifiellu）
アンダースローで複数の目標をまとめて攻撃する。
いちごサンデーシュート（Strawberry Sundae Shoot）
ヨーヨーから巨大な波動を放つ。
スペシャル・メロンクリーム・シュート（Special Melon Cream Shoot）
横回転した後、右手を、左側から右側へ、大きく振り抜いてヨーヨーを放つ。
キャラメル・ブルーベリー・シュート（Caramel Blueberry Shoot）
オーバースローでヨーヨーを相手に勢い良く放つ。
バナナ・クレープ・シュート（Banana Crepe Shoot）
サイドスローで複数の相手を狙い打ちする。
どらやき・スピン（Bean Paste Pancake Sandwich Spin）
ヨーヨーが丸ノコのようになって目標を切り裂く。
クロテッド・スコーン・シュート（Clotted Scone Shoot）
両腕を交差させた後、腕を左から右に大きく振り抜いてヨーヨーを勢い良く放つ。
ティラミス・シュート（Tiramisu Shoot）
左足を踏み込んでオーバースローで波動を纏ったヨーヨーを放つ。
スピニング・タートル（Spinning Turtle）
甲羅の中に体を引っ込め、高速で転がる。ウサカメ競争にて使用。
カステラ・スピン（Castella Spin）
高速回転させたヨーヨーで空中にいる標的を突き破る。
シューティング金時堂特製大福（Shooting Kintokido Special Bean Paste Dumpling）
相手にヨーヨーをオーバースローで放つ。
リボン・ブーメラン（Ribbon Boomerang）
頭につけているリボンを外し、相手に投げつける技。二代目オープニングで本編内での登場より先に披露している。
スピニング・みかんムース（Spinning Tangerine Mousse）
大きく振りかぶって、ヨーヨーの波動を空中にいる相手に放つ。
アップルヨーグルト・シュート（Apple Yogurt Shoot）
大きく振り上げた波動を纏ったヨーヨーを相手にぶつける。
カスタードプリン・シュート“メロンシロップ付き”（Custard Pudding Shoot with Melon Syrup）
体を回転させた勢いをヨーヨーに乗せ、サイドスローで相手の急所に放つ。

### ローリング・バブルス（Rolling Bubbles）
豪徳寺みやこが変身後に使う技。ロッドからシャボン玉を出すことができる。シャボンの膜をレンズにする事も可能。必殺技ではないが、最初はロッドをブーメランのように投げていた。技には補助的な技が多い。
バブル・シャンペーン（Bubble Champagne）
小型もしくは中型の複数のシャボンを相手にぶつけて破裂させた衝撃で動きを止めたり、弾き飛ばしたりする。ロッドを振るのと、シャボンが出る部分を吹いて出す、二つのやり方がある。少量ならば高速で撃ち出すこともできる。バリエーション技のバブル・シャンペーン・ツー（Bubble Champagne II）や強化型のバブル・シャンペーン・ゴージャス（Bubble Champagne Gorgeous）もある。公式サイトではバブル・シャンパンになっている。
バブル・ぽよ〜ん（Bubble Poyon）
大型のシャボンで飛んで来たモノを弾き返す。ただし先端が尖った物体にはシャボン玉が割れてしまうため使えない。強化型のバブルぽよーんクリスマススペシャル（Bubble Poyon Xmas Special）もある。
バブル・ポッパー（Bubble Popper）
大型のシャボンを目標の目の前で破裂させ、発生した衝撃波で弾き飛ばす。シャボンで相手の攻撃をガードする事も可能。バリエーション技のバブル・ポッパー・ツー（Bubble Popper II)もある。
バルーン・キャッチャー（Balloon Catcher)
落下物などをシャボンで包み込む。
バブル・ねばねば（Bubble Neba-Neba）
シャボンを接着剤に変化させ、モノを貼り付ける
エネルギーボール（Energy Ball）
元々はロッドを奪ったカレが最初に使った技で、ローリング・バブルスはそれを模倣したもの。技名の通り、シャボン玉の代わりに光の球をロッドから発生させる。
シャボン・フリーダム（Shabon Freedom）
モンスター化した者に小さなシャボン玉をたくさん浴びせ、黒いオーラを吸い取って浄化する技。タカアキを元に戻すのに使用。バターカップ曰く「絆が生んだ2人（みやことタカアキ）だけの必殺技」。

### パワード・バターカップ（Powered Buttercup）
松原かおるが変身後に使う技。「パワード」だけあって、伸縮自在の巨大ハンマーを駆使した力技が多い。
メガトン・ダンク（Megaton Dunk）
相手に勢い良くハンマーを叩きつける。バリエーション技のメガトン・ホームラン（Megaton Homerun）もある。
グラビトン・ドライブ（Graviton Drive）
地面をハンマーで叩き発生した衝撃波を巻き込んだ物体ごと相手にぶつける（後に、ハンマーのエネルギーが加わるようになる）。バリエーション技のグラビトン・ドライブ五連発（Graviton Five Drive）もある。
スマッシュ・ブロック（Smash Block）
ハンマーを振った勢いで発生した衝撃波で、飛んで来たモノを弾き返す。
スウィング・ソニック（Swing Sonic）
ハンマーを振った勢いで発生したソニックブームを相手にぶつける（エネルギーを収束させたモノと、波紋状に拡散させたモノがある）。相手や足場に直接、衝撃を与えて動きを止めたり、バランスを崩させたりもできる。バリエーション技のスウィング・ソニック・ツー（Swing Sonic II） や、だらけて撃ったハミガキ後のすっきりスイング（Post-Toothbrush Minty Swing）、強化型のスイング・ソニック・クリスマススペシャル（Swing Sonic Christmas Special） がある（後に、ハンマーのエネルギーを発射するモノに変化）。
ハリケーン・ルッツ（Hurricane Lutz）
ハンマーを持ったまま高速回転しつつ、相手にぶつかる。回転したままハンマーを投げて発生した竜巻を相手にぶつけたり、自分自身を軸に竜巻を発生させる事も可能。ハンマーの両側にエネルギーを込めた強化型のハリケーン・ルッツ・リベンジ（Hurricane Lutz Revenge） がある。ただし、自分自身が回転する技であるため、目が回ってしまうのが欠点。
元はモジョが使用していた技で、これを見て真似したのが最初である。
スウィングソニック・ラッシュ（Swing Sonic Rush）
スウィングソニックの波動を散弾の様に広範囲に発射し、複数の相手を同時に狙い打ちする。
 ???ビーム（??? Beam）
ラブラブビームの訓練の際に使った目から照射する強力なビーム。二代目オープニングでは髪飾りから放つビーム技が存在するが、本編では未使用。

### 合体技
ミラクルファイティングキック（Miracle Fighting Kick）
ももこの視聴していた特撮番組「ミラクルファイティングA」の主人公の必殺技をパワパフZがそのまま使用したもの。空高く飛び、太陽を背にして相手の動きを封じて、三人連続でキックを叩き込む。
トリプル・サイエンス・アタック（Tripple Science Attack）
ヨーヨーに、スウィング・ソニックとシャボンのエネルギーを纏わせて放つ、強力な攻撃。
祝! 飛行解禁パンチ（Congrats! Repeal of the PPGZ  Ban Punch）
相手に向かって飛行し、三人同時でパンチを叩き込む。
ウェディングケーキ・フィニッシュ（Wedding Cake Finish）
カレがガールズの武器を奪った際に使用した技を、武器を取り返した後にそのまま3人で行った大技。まず、ローリング・バブルスがロッドからエネルギーボールを出し、その球をパワード・バターカップがハンマーでハイパー・ブロッサムのヨーヨーへ打ち返す。その後、ヨーヨーに光球をまとわせて相手へ思いきり投げつける。ヨーヨーは投げた後に縦に2つに分割され、対象を挟み込むような形になる。
第51話ではウェディングケーキ・ブロッサム・フィニッシュ（Wedding Cake Blossom Finish） の名前で使用した。
ラブラブビーム（Love Love Beam）
ユートニウム博士が考えたモンスターを元に戻すための新技。特定の歌と振り付けと共にケミカル素粒子光線と同じ効果を持つ光線が発射されるはずだったが、実際は浴びた生物（作中ではゴキブリ）を巨大化させてガールズに惚れさせる光線を発射するという失敗技だった。
バブルス・フィニッシュ（Bubbles Finish）
第51話で上記のウェディング・ケーキ・フィニッシュを応用した技。ブロッサムのヨーヨーから生み出したエネルギーボールをバターカップがハンマーでバブルスのロッドの輪の部分へ打ち込む。バブルスはロッドから巨大なシャボン玉を作り、巨大なおもりを具現化して、敵の頭上に落とした。
バターカップ・フィニッシュ（Buttercup Finish）
第51話で上記のウェディング・ケーキ・フィニッシュを応用した技。ブロッサムがヨーヨーから生み出したエネルギーボールをバブルスのロッドの輪に送り、バブルスはそれをバターカップのハンマーの先端部分に打ち込む。するとハンマーは巨大化し、それで敵を攻撃。

## 用語

### 舞台
東京CITY
本作の舞台となる場所。「東京CITY」という都市自体は架空のものだが、巣鴨や浅草などの実際の東京都内に存在する地名が登場する。
第39話Bパートでは、千葉・名古屋・北海道といった地名も登場し、日本列島が舞台であることが見受けられる。ただ、「8歳のケンが大学院を卒業している」など、教育課程は現実と異なり融通が利くようである。
国際科学研究所
東京CITYに存在する研究所で、前身は「大江戸蘭学所」。ただし、大江戸蘭学所については平賀ケン内（平賀源内のパロディ）がカレを封印するために、「ケンナイニウム ヘ」が開発された場所という以外の詳細は不明である。
現在はユートニウム博士とその息子の北沢ケンの仕事場となっており、彼らは寝泊りもここで行っている模様。その他の研究員がいるかどうかは確認されていない。研究のほかにはパワパフガールズZの待機場所にもなっており、彼女たちは学校の帰りなどにここに立ち寄っている。
セキュリティについては杜撰と言えるレベルで、ケミカルZが盗まれてしまうどころか侵入者警報も鳴らなかったり、悪者を捕らえても脱走を許してしまうという失態を演じることが多い。
謎の異常気象
ある日突然、東京CITYに巨大な氷山が現れるという異常気象が発生。異常気象は寒冷化だけでなく、干ばつなどが世界規模でかつ同時に発生したため、何者かの意思が働いた可能性がある。
第1話Bパートで発生した異常気象で東京CITYに現れた氷山の内部にはカレの体から抜き出された黒い光を封じたケンナイニウム へが塗られた箱が閉じ込められていて、ケンが照射したケミカルZによって氷山の消滅と同時に白い光と黒い光となって飛び散り、パワパフガールズZやモンスター誕生のきっかけを作った。最終話ではカレがモンスターたちから奪った黒い光と自身の能力で起こす富士山の噴火の影響で再び発生し、ガールズがカレを封印する最後の決め手となった。

### ケミカルZ関連
ケミカルZ
元々ユートニウム博士が研究していた「ケミカルX」に、誤って大福が混入されたことにより偶然に出来た物質。ケンが異常気象を解決しようとして研究所から氷山に発射して当たった時に異常気象は解決されたが、それと同時に白い光と黒い光になって飛び散っていった。
黒い光は憎しみや嫉妬心のような生き物のマイナスの思念に引き寄せられたようだが、白い光の方はもともと子供達に向かって降り注いだ（それをももこ達が庇った）ため詳細は不明。
光を浴びた者は、互いに立ち昇るオーラが見えるため光を浴びた生物であるかが確認できる。ただし、黒いオーラは辺りが暗いと見えにくい。詳しい性質は不明だが、ケミカルZを利用した道具も開発されており、様々な分野で応用が利く物質である。
白い光
ケミカルZを氷山に照射した際、飛び散った光。その正体は平賀ケン内が作り出したケンナイニウム へが発生の大本で、巨大氷山の中にケンナイニウム へを塗った箱が入っていた為に、氷山消滅の際に飛び散った。黒い光のエネルギーを封じる効果があるらしい。
飛び散った白い光は全部で7つで、これを浴びたももこ、みやこ、かおるの三人はパワパフガールズZへ変身し、デジタル犬のピーチは言葉を喋れるようになるなどの特殊能力を得た。残りの3つは時空を越えていた事が第51話で判明。
黒い光
ケミカルZを氷山に照射した際、飛び散った光。ケミカルZの影響で、浴びた者をモンスターへと変化させる。元々はカレの体内にあったカレの精神にしてエネルギー源。
カレの体から抜き出された黒い光はケンナイニウム へを塗った箱の中に入れられ、海に沈められたが、何らかの原因で巨大氷山の中に入り込み、ケミカルZを氷山に照射し、氷山消滅と同時に白い光と共に東京CITY中に飛び散った。
姫子やアメーバボーイズが浴びた時、突然軌道を変えて降って来た事から、モンスターになる資質のある者をある程度選ぶ性質があるらしい。
オーラ
黒と白の光のエネルギーを体内に宿す者の体から出ているもの。白い光の力を宿した者は白く輝くオーラ、黒い光の力を宿した者は黒いオーラが出る。
普通の人間には目視する事ができず、黒と白の光の影響を受けた者同士でのみ視覚が可能。ピーチは黒いオーラを鼻のセンサーで識別する事でモンスターの出現を感知できる。
黒いオーラはモンスターが悪い事を考えている時などに出るらしく、第9話Bパートではミス・ベラムへの愛のために行動したファジーには黒いオーラが出なかった。

ケミカル素粒子光線
ユートニウム博士が開発し、銃のような形をした機械で発振させている。
本体は銃の部分だけのようなので、エネルギー源さえあれば研究所の外に持ち出すことができる。光線は赤、青、緑、白色の光でこれを浴びるとケミカルZの光によって別の姿になった者を元の姿に戻すことができるため、ケミカルZの黒い光を浴びてモンスター化した生物を元の姿に戻すのに使用される。
また、最初は自力で元の姿に戻ることができないパワパフガールズZもこの光線を浴びて元の姿に戻っていた。
ただし、光線に相性があるようなのでファジーのように効果が無い生物が存在する。また、効果はあくまでも「元の姿に戻す」だけなので、変身能力を失わせることはできない。

### パワパフガールズZ関連
ケミカルアナライザー（ベルトコンパクト）
パワパフガールズZの3人の腰に巻かれているベルトで、ベルトのバックルに当たる部分に「P」の文字があしらわれた円いコンパクトが収納されている。
コンパクトの色は各人のイメージカラーに合わせたものになっており、ピーチの吠えた声に反応して音と共に点滅することで変身可能な状態になったことを知らせる。この状態は場合によって出動要請がかかったことを知らせる意味も持つ。コンパクトは開けることができ、開けるのは変身プロセス中か、通信機能を持つため研究所などと連絡を取り合う時である。モニタもあるため、TV電話感覚で通信ができる。ただし、地下や宇宙空間といった場所では通信ができない。また、第48話にてコンパクトの操作で自ら変身を解除できることが判明。
後にユートニウム博士によって改良され、ガールズ個人の意思でも変身可能となった（その時には、ベルトのバックル部が光る）。なお、ベルト自体は取り外しが可能だが、彼女らの持つ任務の関係上外すことはほとんど無い。
スーパーグレートアメージング忍者服
第42話で登場。ユートニウム博士がいざという時に開発していたパワパフガールズZのスペア服。服の色はベルトコンパクト同様、各人のイメージカラーに合わせたものになっており、胸元の部分にコンパクトが収納されている。
パワパフガールズZがラウディラフボーイズに服と武器を奪われた際に使用されるが、デザインはももことみやこに不評だった（かおるは「スカートよりはマシ」という理由でデザインを受け入れている）。
名前の通り、忍者をモデルにした服の各所に隠されたボタンを押すことで、48の秘密武器を使うことができ、飛行時にはジェットウイングを用いる。秘密武器はまきびし、釣り竿、煙幕、竜巻攻撃、小型爆弾、手裏剣、脱出装置等が搭載されている。

ダイナモZ
二代目オープニングで登場、本編では第51話に登場する巨大ロボット。
ユートニウム博士らによって造られた。3体の機体が3種類の形態に合体して人型に変形するが、用途は戦闘用ではなくタイムマシンであるため、兵器は一切所持していない。このような造りにしたのは「かっこいいから」というそれだけの理由である。
分離時はパワーパフガールズ、そして合体後のデザインはパワパフガールズZをモチーフとしている。
合体時の身長は公式発表されていないが、人物対比により10メートル以上はある模様。タイムワープするときにベルトのバックルより超時空フィールドを発生させ、ブロッサム形態の場合はお尻にあるバブルス機の逆さまになった顔の目が開いて、ブースターが始動する構造となっている。本来は自動操縦はできないが、ガールズが集めた白い光の奇跡によって自律起動し、巨大モジョロボを格闘戦で退け、ガールズのピンチを救った。
カレの邪魔によって異世界であるタウンズヴィルに来てしまったことがある。ただしその後は普通に元の世界に戻っているため、異世界へ行く機能があるのかは不明。
- DVD Collector's Edition Vol.13のブックレットにて、各形態の名称が正式に公開された。
  - 分離状態の名称
    - ダイナモマシーン・ブロー号（ブロッサム機）
    - ダイナモマシーン・バター号（バターカップ機）
    - ダイナモマシーン・バブー号（バブルス機）

  - 合体時の名称
    - ハイパーダイナモZ（ブロッサム形態）
    - パワードダイナモZ（バターカップ形態）
    - ローリングダイナモZ（バブルス形態）

  - 合体パターンの組み合わせは上から次のようになる。
    - ハイパーダイナモZ ブロー号＝バター号＝バブー号
    - パワードダイナモZ バター号＝バブー号＝ブロー号
    - ローリングダイナモZ バブー号＝ブロー号＝バター号

### モンスター関連
モンスター
ケミカルZの黒い光を浴びて別の姿になった生物、または物の総称。
モジョやファジーのように光を浴びた瞬間姿が変わった者もいれば、桜子や姫子のように光を浴びた後は何も起こらなかったが、変化の鍵となる物や行動によって姿が変化する者がいる。
モンスター化すると身体能力が高まり、飛行などの特殊能力を得る上、変身前に持っていた負の願望も強くなり、願望を叶えるために変化前より極端な行動に出るようになる。彼らは精神だけではなく、常人をはるかに超えた能力も相まって彼らの行動は大抵東京CITYの秩序を大きく破ってしまう。よって、普通の人間では手に負えないため、パワパフガールズZが彼らを止める任務に当たることになる。
ケミカル素粒子光線でモンスターの姿から元に戻った者は、基本的にモンスター化していた間の事を覚えていない。さらに眠っている間に自宅に戻されるため、本人は何が起こったのかよく分からない、という状態になる。そのため、正体を知る者はパワパフガールズZの3人と国際科学研究所の人間（特にユートニウム博士とケン）とメイヤー市長やミス・ベラムだけである。
黒い粉
カレがばら撒くモンスターの元。黒い光と同じくマイナスの思念に反応し、その対象に取り憑くことによってモンスター化させる。なお、モンスターの心が晴れた場合でも消滅し、対象が元に戻る場合もある。カレの意思によって粉そのものを操作することができる。

## スタッフ
- 原作 - クレイグ・マクラッケン
- 漫画 - 込由野しほ（集英社「りぼん」連載）
- エグゼクティブプロデューサー - 岩田圭介（テレビ東京）、関弘美（東映アニメーション）、勝股英夫（アニプレックス）、サム・レジスター（カートゥーン ネットワーク）
- 製作担当 - 柳義明
- シリーズ構成 - 浦沢義雄
- 音楽 - Hiroshi Nakamura（中村ヒロシ）、TAICHI MASTER
- キャラクターデザイン・総作画監督 - しもがさ美穂
- メカニックデザイン - 佐藤元
- 美術デザイン - 窪田忠雄
- 色彩設計 - 佐久間ヨシ子
- シリーズディレクター - 石黒育
- 音楽プロデューサー - 木村唯人
- 音楽制作 - アニプレックス、POWERBOX
- キャスティングディレクター - 五十嵐愛
- 音響効果 - 川田清貴 (スワラ・プロ）
- ビデオ編集 - 東京現像所
- 番組宣伝 - 石井真知子（テレビ東京）、堀毛敦子、小川容子
- 音楽協力 - テレビ東京ミュージック、東映アニメーション音楽出版
- 企画協力 - ディー・エル・イー
- プロデューサー - 具嶋朋子、小原康平、黒須礼央、マーク・ブーハイ
- アソシエイトプロデューサー - 鮎貝義家、ショーン・エイキンズ
- 録音スタジオ - タバック
- アニメーション制作 - 東映アニメーション（※ノンクレジット）
- 企画 - カートゥーン ネットワーク
- 製作 - テレビ東京、東映アニメーション、アニプレックス

## 主題歌

### オープニングテーマ
「希望のカケラ」（第1話 - 第26話）
歌・作詞 - 北出菜奈（SME Records） / 作曲 - 田中秀典 / 編曲 - snakyskullhead、安原兵衛
「ジグ THE アッパー」（第27話 - 最終話）
歌・作詞・作曲 - ホイフェスタ（Sony Music Records/gr8!records）

### エンディングテーマ
「真夜中のドア」（第1話 - 第13話）
作詞 - MIZUE / 作曲 - 中野雄太 / 編曲 - 大友光悦 / 歌 - イーフェイ（Sony Music Records）
「LOOK」（第14話 - 第26話）
作詞 - クボケンジ / 作曲・編曲 - 田中ユウスケ / 歌 - HALCALI（Epic Records Japan）
「通り雨」（第27話 - 第39話）
作詞 - MISA / 作曲 - 鈴木珠子 / 歌 - wiz-us（SME Records）
「ひまわり」（第40話 - 最終話）
歌・作詞・作曲 - Hearts Grow（Epic Records Japan） / 編曲 - 野間康介・秋山誠司

## 放送局
| 放送地域       | 放送局                    | 放送期間                                                         | 放送日時                                                           | 放送系列         | 備考                                                |
| -------------- | ------------------------- | ---------------------------------------------------------------- | ------------------------------------------------------------------ | ---------------- | --------------------------------------------------- |
| 関東広域圏     | テレビ東京                | 2006年7月1日 - 2007年6月30日                                     | 土曜 7:00 - 7:30                                                   | テレビ東京系列   | 製作局                                              |
| 北海道         | テレビ北海道              | 2006年7月1日 - 2007年6月30日                                     | 土曜 7:00 - 7:30                                                   | テレビ東京系列   | 同時ネット                                          |
| 愛知県         | テレビ愛知                | 2006年7月1日 - 2007年6月30日                                     | 土曜 7:00 - 7:30                                                   | テレビ東京系列   | 同時ネット                                          |
| 大阪府         | テレビ大阪                | 2006年7月1日 - 2007年6月30日                                     | 土曜 7:00 - 7:30                                                   | テレビ東京系列   | 同時ネット                                          |
| 岡山県・香川県 | テレビせとうち            | 2006年7月8日 - 2007年6月30日                                     | 土曜 6:30 - 7:00 土曜 7:00 - 7:30                                  | テレビ東京系列   | 2006年10月6日に第14話を放送 翌10月7日から同時ネット |
| 福岡県         | TVQ九州放送               | 2006年7月5日 - 2007年7月4日                                      | 水曜 7:30 - 8:00                                                   | テレビ東京系列   | 遅れネット                                          |
| 日本全域       | AT-X                      | 2006年8月1日 - 2007年7月24日                                     | 火曜 9:30 - 10:00                                                  | アニメ専門CS放送 | リピート放送あり                                    |
| 日本全域       | カートゥーン ネットワーク | 2007年4月1日 - 6月24日 2007年9月30日 - 212月30日 2011年 - 2013年 | 日曜 12:00 - 13:00 日曜 11:00 - 12:00（2話連続放送） 23:00 - 23:30 | アニメ専門CS放送 | リピート放送あり                                    |

## 各話リスト
- CMを挟んだ形で前半・後半2エピソードのオムニバス形式、もしくは連結した1エピソード形式に分かれる。
- 後者の場合もサブタイトルは分けられており、前半に「その1」、後半に「その2」が付けられる。

| 話数 | サブタイトル                       | 脚本       | 絵コンテ        | 演出           | 作画監督          | 美術監督            | 放送日        |
| ---- | ---------------------------------- | ---------- | --------------- | -------------- | ----------------- | ------------------- | ------------- |
| 1    | ガールズ、参上!                    | 浦沢義雄   | 石黒育          | 石黒育         | 桑原幹根          | 窪田忠雄            | 2006年 7月1日 |
| 1    | ガールズ、誕生!                    | 浦沢義雄   | 石黒育          | 石黒育         | 桑原幹根          | 窪田忠雄            | 2006年 7月1日 |
| 2    | ほんわかバブルス!                  | 長谷見沙貴 | 石黒育          | 石黒育         | 平塚知哉          | 田中里緑            | 7月8日        |
| 3    | ガールズ、結集!                    | 影山由美   | 志水淳児        | 門由利子       | 大河内忍          | 窪田忠雄            | 7月15日       |
| 4    | ガールズ、家族の絆!                | 山田隆司   | うえだひでひと  | うえだひでひと | 岡辰也            | 髙木佑梨            | 7月22日       |
| 5    | モジョの復讐だモジョ!              | 浦沢義雄   | 石黒育          | 杉山慶一       | 今木宏明          | 窪田忠雄            | 7月29日       |
| 5    | 展望タワー・クラッシュ!            | 村山功     | 石黒育          | 杉山慶一       | 佐伯哲也          | 窪田忠雄            | 7月29日       |
| 6    | ファジー・ラムキンス!              | 古賀直樹   | 中村哲治        | 中村哲治       | 佐々門信芳        | 吉田智子            | 8月5日        |
| 6    | 姫子なプリンセス!                  | 村山功     | 中村哲治        | 中村哲治       | 石川修            | 吉田智子            | 8月5日        |
| 7    | かなえ! ももこの恋                 | 村山功     | 垂永士          | 岩井隆央       | アベ正己 佐藤陽子 | 窪田忠雄            | 8月12日       |
| 7    | 極悪トリオ? アメーバボーイズ!      | 高橋洋一   | 垂永士          | 岩井隆央       | 袴田裕二          | 窪田忠雄            | 8月12日       |
| 8    | 魅惑の乙女! セデューサ             | 村山功     | 石黒育          | 石黒育         | 平塚知哉          | 髙木佑梨            | 8月19日       |
| 9    | コーチかおるの特訓サッカー!        | 高橋洋一   | 石黒育          | 門由利子       | 大河内忍          | 窪田忠雄            | 8月26日       |
| 9    | 恋するファジー、愛の劇場!          | 浦沢義雄   | 門由利子        | 門由利子       | 大河内忍          | 窪田忠雄            | 8月26日       |
| 10   | カリスマ美容師モンスター!          | 古賀直樹   | うえだひでひと  | うえだひでひと | 岡辰也            | 吉田智子            | 9月2日        |
| 11   | 宇宙までプリンセス!                | 浦沢義雄   | 勝間田具治      | 勝間田具治     | 佐々門信芳        | 窪田忠雄            | 9月9日        |
| 11   | ケーキ泥棒を追え!                  | 古賀直樹   | 勝間田具治      | 勝間田具治     | 佐々門信芳        | 窪田忠雄            | 9月9日        |
| 12   | 初恋のシャボン玉                   | 長谷見沙貴 | 中村哲治        | 中村哲治       | 桑原幹根          | 髙木佑梨            | 9月16日       |
| 13   | モジョに弟子入り! アメーバボーイズ | 浦沢義雄   | 石黒育          | 渡辺純央       | 渡辺奈月          | 窪田忠雄            | 9月23日       |
| 13   | カメラモンスターの逆襲!            | 浦沢義雄   | 鴫野彰          | 渡辺純央       | 渡辺奈月          | 窪田忠雄            | 9月23日       |
| 14   | ギャングリーンギャング!            | 高橋洋一   | 石黒育          | 秦義人         | 平塚知哉          | 吉田智子            | 9月30日       |
| 15   | 狙われたファッションショー!        | 下山健人   | 石黒育          | 岩井隆央       | アベ正己          | 鹿野良行            | 10月7日       |
| 15   | 男! ラーメンモンスター!            | 下山健人   | 石黒育          | 岩井隆央       | 石川修            | 鹿野良行            | 10月7日       |
| 16   | 哀れ! プリンセスの秘密             | 影山由美   | 垂永士          | 杉山慶一       | 袴田裕二          | 髙木佑梨            | 10月14日      |
| 17   | シャッターチャンスを逃すな!        | 古賀直樹   | 門由利子        | 門由利子       | 佐々門信芳        | 鹿野良行            | 10月21日      |
| 17   | 兄弟愛! 電波モンスター             | 浦沢義雄   | 門由利子        | 門由利子       | 佐々門信芳        | 鹿野良行            | 10月21日      |
| 18   | モンスター・タッグバトル!          | 村山功     | うえだひでひと  | うえだひでひと | 岡辰也 渡辺奈月   | 吉田智子            | 10月28日      |
| 19   | 哀しきピアノレッスン!              | 浦沢義雄   | 石平信司        | 渡辺純央       | 渡辺奈月          | 窪田忠雄            | 11月4日       |
| 19   | 最強! キーン先生                   | 高橋洋一   | 石平信司        | 渡辺純央       | 渡辺奈月          | 窪田忠雄            | 11月4日       |
| 20   | ラウディラフボーイズ!              | 浦沢義雄   | 中村哲治        | 中村哲治       | 桑原幹根          | 髙木佑梨            | 11月11日      |
| 21   | プヨプヨアヒルのモンスター!        | 影山由美   | 石黒育          | 秦義人         | 平塚知哉          | 鹿野良行            | 11月18日      |
| 21   | 嫌われ野菜の大脱出!                | 浦沢義雄   | 石黒育          | 秦義人         | 平塚知哉          | 鹿野良行            | 11月18日      |
| 22   | 最凶最悪のカレ!                    | 山田隆司   | 西尾大介 石黒育 | 後藤康徳       | 袴田裕二          | 吉田智子            | 11月25日      |
| 23   | 歌舞伎モンスター、恋の道!          | 浦沢義雄   | 垂永士          | 岩井隆央       | 佐々門信芳        | 鹿野良行            | 12月2日       |
| 23   | 昆虫王は誰だ!                      | 長谷見沙貴 | 垂永士          | 岩井隆央       | アベ正己          | 鹿野良行            | 12月2日       |
| 24   | ケンの友達探し!                    | 影山由美   | うえだひでひと  | うえだひでひと | 岡辰也            | 髙木佑梨            | 12月9日       |
| 25   | イタズラ文房具!                    | 下山健人   | 石黒育          | 石黒育         | 大谷房代          | 鹿野良行            | 12月16日      |
| 25   | 花・はな・ハナ!                    | 長谷見沙貴 | 石黒育          | 石黒育         | 大河内忍          | 鹿野良行            | 12月16日      |
| 26   | サンタさんを救え!                  | 山田隆司   | 石平信司        | 渡辺純央       | 渡辺奈月          | 清水まこと          | 12月23日      |
| 27   | 握って食べて! 寿司モンスター!      | 浦沢義雄   | 下田正美        | 秦義人         | 平塚知哉          | 鹿野良行            | 2007年 1月6日 |
| 27   | ピーチとサファイア!                | 浦沢義雄   | 下田正美        | 秦義人         | 平塚知哉          | 鹿野良行            | 2007年 1月6日 |
| 28   | レディース・タッグバトル!          | 古賀直樹   | 中村哲治        | 中村哲治       | 桑原幹根          | 髙木佑梨 清水まこと | 1月13日       |
| 29   | 歯医者さんへ行こう!                | 高橋洋一   | 垂永士          | 杉山慶一       | 佐々門信芳        | 鹿野良行            | 1月20日       |
| 29   | サタデー・パワパフ・フィーバー!    | 下山健人   | 垂永士          | 杉山慶一       | アベ正己          | 鹿野良行            | 1月20日       |
| 30   | ガールズとカレ!                    | 山田隆司   | うえだひでひと  | うえだひでひと | 岡辰也            | 清水まこと          | 1月27日       |
| 31   | フン太のコロガシ魂!                | 影山由美   | 地岡公俊        | 地岡公俊       | 袴田裕二          | 鹿野良行            | 2月3日        |
| 31   | セデューサの恋の駆け引き!          | 井上美緒   | 地岡公俊        | 地岡公俊       | 袴田裕二          | 鹿野良行            | 2月3日        |
| 32   | ももこに首ったけ!                  | 浦沢義雄   | 渡辺純央        | 渡辺純央       | 渡辺奈月          | 髙木佑梨            | 2月10日       |
| 33   | ももこの家出とナポリタン!          | 下山健人   | 松田哲明        | 松田哲明       | 平塚知哉          | 鹿野良行            | 2月17日       |
| 33   | キーンの同情、モジョの愛情!        | 高橋洋一   | 松田哲明        | 松田哲明       | 平塚知哉          | 鹿野良行            | 2月17日       |
| 34   | お化けが住む家!?                   | 下山健人   | 石黒育          | 石黒育         | 大谷房代          | 髙木佑梨            | 2月24日       |
| 35   | オレたちゃ雑草じゃない!            | 浦沢義雄   | 勝間田具治      | 勝間田具治     | アベ正己          | 清水まこと          | 3月3日        |
| 35   | モンスター、憐れみの令!            | 浦沢義雄   | 勝間田具治      | 勝間田具治     | アベ正己          | 清水まこと          | 3月3日        |
| 36   | ガールズ、解散!?                   | 山田隆司   | 高山秀樹        | 杉山慶一       | 冨田与四一        | 鹿野良行            | 3月10日       |
| 37   | 飛び出すマンガのモンスター!        | 村山功     | 渡辺純央        | 渡辺純央       | 渡辺奈月          | 髙木佑梨            | 3月17日       |
| 37   | ガールズ、休業!                    | 古賀直樹   | 渡辺純央        | 渡辺純央       | 渡辺奈月          | 髙木佑梨            | 3月17日       |
| 38   | ふたりはトリマキーズ!              | 村山功     | 石黒育          | 石黒育         | 桑原幹根          | 鹿野良行            | 3月24日       |
| 39   | 小さなケンの大きなお願い!          | 浦沢義雄   | うえだひでひと  | うえだひでひと | 岡辰也            | 清水まこと          | 3月31日       |
| 39   | ガールズ、飛行禁止令!              | 井上美緒   | うえだひでひと  | うえだひでひと | 岡辰也            | 清水まこと          | 3月31日       |
| 40   | ガールズとテレビとプレゼント!?     | 影山由美   | 葛谷直行        | 松田哲明       | 平塚知哉          | 鹿野良行            | 4月7日        |
| 41   | 出ましたっ! シロガネーZ            | 長谷見沙貴 | 中村哲治        | 中村哲治       | 袴田裕二          | 髙木佑梨            | 4月14日       |
| 41   | ガールズ、転身!                    | 影山由美   | 中村哲治        | 中村哲治       | 袴田裕二          | 清水まこと          | 4月14日       |
| 42   | パワパフ・ラウディ・ボーイズ!      | 下山健人   | 渡辺純央        | 渡辺純央       | 渡辺奈月          | 鹿野良行            | 4月21日       |
| 43   | さらわれた博士たちを救え!          | 古賀直樹   | 高山秀樹        | 高山秀樹       | 佐々門信芳        | 鹿野良行            | 4月28日       |
| 43   | ウソつきももこの災難!              | 村山功     | 高山秀樹        | 高山秀樹       | 佐々門信芳        | 鹿野良行            | 4月28日       |
| 44   | かおるは上腕二頭筋がお好き!        | 山田隆司   | 垂永士          | 杉山慶一       | アベ正己          | 立花コウキ          | 5月5日        |
| 45   | ももことカエルの王子様!            | 浦沢義雄   | うえだひでひと  | うえだひでひと | 岡辰也            | 鹿野良行            | 5月12日       |
| 45   | セデューサが消える日!?             | 影山由美   | うえだひでひと  | うえだひでひと | 岡辰也            | 鹿野良行            | 5月12日       |
| 46   | 絶体絶命!? ガールズVSカレ!         | 山田隆司   | 松田哲明        | 松田哲明       | 平塚知哉          | 髙木佑梨            | 5月19日       |
| 47   | 旅は道連れ、モジョとキーン!        | 浦沢義雄   | 地岡公俊        | 後藤康徳       | 桑原幹根          | 鹿野良行            | 5月26日       |
| 47   | いきなり登場! パワパフキッズ!      | 浦沢義雄   | 地岡公俊        | 後藤康徳       | 桑原幹根          | 鹿野良行            | 5月26日       |
| 48   | シャボン・フリーダムの奇跡         | 長谷見沙貴 | 渡辺純央        | 渡辺純央       | 渡辺奈月          | 立花コウキ          | 6月2日        |
| 49   | 一撃必殺!? ラブラブビーム!         | 高橋洋一   | 高山秀樹        | 高山秀樹       | アベ正己          | 鹿野良行            | 6月9日        |
| 49   | モジョのナースな一日!              | 山田隆司   | 高山秀樹        | 高山秀樹       | 佐々門信芳        | 鹿野良行            | 6月9日        |
| 50   | 打倒ガールズ協同組合!              | 浦沢義雄   | うえだひでひと  | うえだひでひと | 岡辰也            | 前塚太一            | 6月16日       |
| 51   | ガールズ、時空を越えて!            | 山田隆司   | 地岡公俊        | 地岡公俊       | 袴田裕二          | 髙木佑梨            | 6月23日       |
| 52   | ガールズ、最後の戦い!              | 浦沢義雄   | 石黒育          | 石黒育         | 平塚友哉 大谷房代 | 鹿野良行            | 6月30日       |

## パイロット版
2005年に「東京国際アニメフェア2005」と、2006年に「東京国際アニメフェア2006」で公開されたプロモーション用の短編で、演出は角銅博之が担当した。
2005年版は、短いながらも簡潔なストーリーになっている。設定に関しては、博士のポジションであるキャラクターがケンのみであったり、ガールズ3人に対してマスコットキャラクター（魔法少女アニメにおける妖精のようなもの）が存在していたりと、細かい部分で違っている部分があるものの、ほとんどは本編に継承されている。2006年版は、完全なプロモーションムービーとなっているが、本編の設定に近いものになっており、ここで初めてユートニウム博士が登場した。なお、DVDには両方とも未収録である。
キャラクターデザインは同じくしもがさ美穂によるもので、のちに本編に携わるスタッフも参加している。

## DVD
発売元はアニプレックス。コレクターズエディションと通常版がある。コレクターズエディションは完全限定生産で特典が付いている。両者の大きな違いとしては、コレクターズエディションが各巻4話収録されているのに対し、通常版は2話収録となっている。
また、パッケージイラストも違うものが採用されている。コレクターズエディションでは、第1巻にはハイパー・ブロッサム、第2巻にはローリング・バブルス、第3巻にはパワード・バターカップ、第4巻にはモジョ・ジョジョというように各巻のパッケージイラストに1人のキャラクターが描かれている（7巻、13巻においては複数人描かれている）。通常版では、2巻ごとにパッケージイラストが変更され、同じイラストの巻では背景色が異なる。
2007年12月26日に最終巻が発売され、コレクターズエディション13巻、通常盤26巻まで発売された。
また、京都アニメーション制作の美水かがみ原作アニメ『らき☆すた』（ブロッサム役の加藤英美里が柊かがみ役として出演していたアニメ作品）の第23話でパワパフZのDVDコレクターズエディションが登場した。

## ゲーム版
『ゲームで出ましたっ!パワパフガールズZ』のタイトルで、バンダイナムコゲームス（バンダイレーベル）からニンテンドーDSで2007年6月14日に発売された。ゲームジャンルはボードゲーム。